# Saint-Usuge
Saint-Usuge este o comună în departamentul Saône-et-Loire, Franța. În 2009 avea o populație de 1.189 de locuitori.

## Evoluția populației
| An        | 1975  | 1982  | 1990  | 1999  | 2006  | 2009  |
| --------- | ----- | ----- | ----- | ----- | ----- | ----- |
| Populație | 1.223 | 1.116 | 1.105 | 1.052 | 1.081 | 1.189 |